# Aam Aadmi Party
Aam Aadmi Party (AAP) — политическая партия в Индии. AAP была основана в ноябре 2012 года Арвиндом Кеджривалом и его тогдашними соратниками после индийского антикоррупционного движения 2011 года, известного как «Анна Андолан». В настоящее время AAP является правящей партией в двух правительствах: Дели, столичной территории Индии, и штата Пенджаб. Предвыборным символом партии является метла.
Партия возникла после разногласий между Кеджривалом и индийским активистом Анной Хазаре по поводу включения электоральной политики в популярное в Индии антикоррупционное движение, которое с 2011 года требовало принятия законопроекта «Джан Локпал». Хазаре предпочитал, чтобы движение оставалось политически непривязанным, в то время как Кеджривал считал, что провал агитационного пути требует изменений в самом представительстве правительства.
Дебютировав на выборах в Законодательное собрание Дели в 2013 году, AAP стала второй по величине партией после BJP; ни одна из партий не имела абсолютного большинства. Таким образом, AAP сформировала правительство при поддержке членов ассамблеи от ИНК. Кеджривал стал главным министром Дели, но его правительство ушло в отставку через 49 дней после того, как он не смог принять законопроект «Джан Локпал» в собрании из-за отсутствия поддержки со стороны ИНК. После президентского правления в Дели, на следующих выборах 2015 года AAP получила 67 из 70 мест в ассамблее, оставив BJP только 3 места, а ИНК — ни одного; и Кеджривал был приведен к присяге в качестве главного министра Дели. На национальных выборах 2019 года AAP проиграла все семь парламентских округов в Дели. Однако на последующих выборах в Законодательное собрание Дели в 2020 году AAP победила BJP, получив 62 места.
AAP закрепила свою популярность за пределами Дели, когда стала второй по величине партией на выборах в Законодательное собрание Пенджаба в 2017 году, получив 20 мест. На выборах в Законодательную ассамблею Пенджаба в 2022 году она получила 92 места, после чего ее член Бхагвант Манн был приведен к присяге в качестве главного министра Пенджаба. Партия распространила свое влияние на Чандигарх и Гоа.